# Sericochroa modulata
Sericochroa modulata är en fjärilsart som beskrevs av William Schaus 1911. Sericochroa modulata ingår i släktet Sericochroa och familjen tandspinnare. Inga underarter finns listade i Catalogue of Life.